# Param Vir Chakra
Param Vir Chakra (hindi परमवीर चक्र) – najwyższe indyjskie odznaczenie wojskowe, przyznawane za szczególne męstwo i poświęcenie w obliczu wroga. 

## Historia
Medal Param Vir Chakra został ustanowiony przez prezydenta Indii 26 stycznia 1950 (w dniu powstania Republiki), z ważnością od 15 sierpnia 1947 dla uczczenia odzyskania niepodległości przez Indie. Odznaczenie może być przyznane oficerom i pracownikom cywilnym wszystkich oddziałów Sił Zbrojnych Indii.
Podobnie jak wiele indyjskich odznaczeń Medal Vir Chakra posiada trzy odmiany:
- Param Vir Chakra (hindi: परमवीर चक्र)
- Maha Vir Chakra (hindi: महावीर चक्र)
- Vir Chakra (hindi: वीर चक्र)

Zgodnie ze zmianą w Ustawie z 26 stycznia 1980 jest to drugie najwyższe odznaczenie Indii po Orderze Bharat Ratna. Medal zastąpił dawny brytyjski kolonialny Krzyż Wiktorii. Przewidziano kilkakrotne nadawanie Param Vir Chakra. co miało być oznaczone dodatkową dekoracją na wstążce i baretce. Nikt jednak, jak dotąd, nie został wyróżniony Param Vir Chakra nawet dwukrotnie.
Z nadaniem Param Vir Chakra wiąże się awans i/lub gratyfikacja pieniężna. Po śmierci odznaczonego, renta zostaje przeniesiona na wdowę po zmarłym aż do jej śmierci lub ponownego małżeństwa. Do marca 1999 wynosiła ona 1.500 rupii miesięcznie.  
Medal Param Vir Chakra można porównać do brytyjskiego Krzyża Wiktorii (Victoria Cross), amerykańskiego Medalu Honoru (Medal of Honor), francuskiej Legii Honorowej ( Légion d'honneur), czy rosyjskiego Orderu św. Jerzego (Орден Святого Георгия). Param Vir dosłownie oznacza Najdzielniejszy z Dzielnych. Medal może być nadawany pośmiertnie. 
Projekt Medalu Param Vir Chakra na prośbę generała majora Hira Lal Atal, któremu odpowiedzialność za opracowanie indyjskiego odpowiednika Krzyża Wiktorii zlecił pandit Jawaharlal Nehru – ówczesny premier Unii Indyjskiej opracowała Savitri Khanolkar, żona oficera armii indyjskiej – Vikrama Khanolkara.

## Opis odznaki
Odznaczenie stanowi okrągły medal wykonany z brązu o średnicy 35 mm. W centrum medalu na wypukłym krążku umieszczone jest godło państwowe Indii. Wokół krążka umieszczono cztery repliki Indra's Vajra (wszechpotężnej, mitycznej broni starożytnego Króla Bogów z Wed – świętych ksiąg hinduizmu). Na rewersie znajdują się słowa Param Vir Chakra napisane w hindi i języku angielskim. Napisy: परमवीर चक्र oraz PARAM VIR CHAKRA rozdzielone są kwiatem lotosu.  
Medal przymocowany jest do prostokątnej zawieszki, która łączy go z jedwabną wstążką w kolorze fioletu o szerokości 32 mm.

## Odznaczeni
Dotychczas nadano 21 Param Vir Chakra, z czego 20 medali otrzymali żołnierze Armii Indyjskiej, a jeden oficer Sił Powietrznych Indii. 14 medali nadano pośmiertnie.
Pierwszym odznaczonym Medalem Param Vir Chakra był mjr Som Nath Sharma – zięć Savitri Khanolkar (pośmiertnie z datą nadania 3 listopada 1947), a ostatnim kpt Vikram Batra, któremu medal przyznano pośmiertnie 6 lipca 1999.